# Esa maldita costilla
Esa maldita costilla es una película argentina de comedia de 1999 dirigida por Juan José Jusid y protagonizada por Susana Giménez, Betiana Blum, Rossy de Palma y Loles León.

## Sinopsis
Cuatro amigas viven en el mismo edificio de departamentos, con la curiosidad de que sus nombres también son los nombres de diferentes tipos de flores: Lila (Loles León) es una astróloga, Margarita (Rossy de Palma) es una profesora de literatura, Rosa (Betiana Blum) es una telefonista erótica, y Azucena (Susana Giménez) es una ama de casa y fiel esposa recién divorciada. Una noche deciden ir juntas a divertirse en un espectáculo de estriptis masculino. Juan (Luis Brandoni), el taxista que las trae al club, presta atención a la conversación de las mujeres en las que cada una cuenta a las demás su ideal de hombre y pareja. A partir de ese momento Juan se caracteriza como el hombre ideal para conquistar por separado a las cuatro amigas e iniciar una relación con todas, sin que lo sepan en conjunto. Sin embargo su trampa se descubre pronto, y las cuatro damas llegan a un acuerdo: deciden compartir a Juan pasando una semana cada una con él. Al poco tiempo el sistema ideado por las amigas entra en conflicto y lleva al grupo a realizar un importante cambio.

## Reparto
- Susana Giménez ... Azucena
- Luis Brandoni ... Juan
- Betiana Blum ... Rosa
- Rossy de Palma ... Margarita
- Loles León ... Lila
- Guillermo Nimo ... Nimo
- Fabián Gianola ... Tito
- Rodolfo Ranni ... Carlos
- Guillermo Francella ... Taxista
- Débora Astrosky ... Flora
- Nahuel Mutti ... Chico de los besos
- Catarina Spinetta ... Chica de los besos
- Nicole Neumann ... Joven despampanante
- Gonzalo Urtizberéa ... Efraím
- Gabriel Correa ... Mozo restaurante 2
- Gladys Florimonte ... Telefonista sadomasoquista
- Silvia Geijo ... Telefonista ninfómana
- Roly Serrano ... Julio
- Pía Uribelarrea ... Jefa Hot Line
- Ernesto Arias ... Hombre Colegio
- Fabio Aste ... Hombre cuarto de baño
- Claudio Chiaffone ... Mozo Confitería
- Graciela Cravino ... Señora Colegio
- Ágatha Fresco ... Telefonista Colegiala
- José Luis Galiardo ... Voz del Génesis
- Diego Gentile ... Adolescente que mira
- Mariano Gundín ... Adolescente que mira
- Victoria Manno ... Señora restaurante
- Luis Mazzeo ... Bombero
- Conrado Morales ... Boy stripper
- Jorge Noya... Policía
- Miguel Ángel Paludi ... Señor restaurante
- Carolina Vespa ... Señora restaurante
- Francisco Washington ... Mozo restaurante
- Damián Campaña ... Mago Gauman